# マティアス・ポリティキ
マティアス・ポリティキ（Matthias Politycki、1955年5月20日 - ）は、ドイツの作家。 小説家、詩人、エッセイスト、オーディオブックを出版。ドイツでは世界各国を訪れている作家として知られている。「Weiberroman」（女たちの小説）と豪華客船の旅を風刺した「In 180 Tagen um die Welt」（180日間世界一周）で有名になる。著作は英語、フランス語、イタリア語、日本語に翻訳されている。新聞の文芸欄の論争への寄稿や論争を巻き起こした寄稿文も注目を集めた。

## 経歴
マティアス・ポリティキはミュンヘンで育ち、マリア・テレジア・ギムナジウムを1974年に卒業後、ノイブルク・アン・デア・ドナウの第541狙撃兵大隊で基礎兵役を果たしたが、最初の軍事訓練の後に、遅まきながら兵役拒否を決意し、1977年12月21日に戦時兵役拒否者として認められた。
1975年から1987年までミュンヘン大学とウィーン大学で、近現代ドイツ文学、哲学、演劇学、コミュニケーション学を学んだ。1981年に修士号取得、1987年にミュンヘンでヴァルター・ミュラー・ザイデルの下、論文「Umwertung aller Werte? Deutsche Literatur im Urteil Nietzsches」 （あらゆる価値の価値転換？ニーチェの判断におけるドイツ文学）により哲学博士号取得。ミュンヘンのドイツ文献学研究所（Münchner Institut für Deutsche Philologie）で研究員（Akademischer Rat） として1年半教鞭を執った。その後、1990年にフリーの作家となったが、1999年まではミュンヘンのC.H.ベック出版社で正規のフリーランス原稿審査者でもあった。ペンクラブの会員。ハンブルクおよびミュンヘン在住。

## 作家活動
1987年に出版され、広く注目を集めたデビュー小説「Aus Fälle / Zerlegung des Regenbogens. Ein Entwickelungsroman」（欠落/虹の解体　発展小説）は、非常に熟考された散文作品と評され、ポリティキは、アルノー・シュミットやジェイムズ・ジョイスの後継者と称えられた。1990年代初頭、「形式にこだわる前衛派」とされたポリティキはこのような評価に繰り返し激しく抵抗し、「文学はロックのようであれ」と要求し、ドイツ文学の「新たな読みやすさ」を説き、文芸論争を巻き起こした。
1997年に出版された「Weiberroman」（女たちの小説）はベストセラー、「熱狂的ファンを持つ人気小説」となり、ドイツにおける文学のポストモダンの中心的作品とみなされた。ポリティキはこの小説で「優れたユーモア作家」および「記憶のアクロバット」としての名声も確立した。同時に「女たちの小説」は、いわゆる「78年世代」をめぐる論争のきっかけとなった。「78年世代」は「68年世代」の後継者ではあるが、68年世代とは一線を画する。 
2005年にはキューバを舞台とする小説「Herr der Hörner 」（角の主）を発表し、これは、古代の儀式の色濃く残る文化における、ヨーロッパ文明人の生き残りをかけた闘いを描いた「ディオニュソス的超長編小説」である。「女たちの小説」の後のヒット作は、2008年に出版された悪漢小説「180日間世界一周」で、「現代のジンプリチシムス、金持ちと大富豪の儀式」を描いている。
2013年に出版された「Samarkand Samarkand」（サマルカンド・サマルカンド）は、著者によると、半生の間書きたいと思い続けてきた作品である。小説の舞台は2026年、伝説に包まれたサマルカンドである。山岳兵で越境者のアレクサンダー・カウフナーがサマルカンドの謎に満ちた礼拝所を探す旅に出る。「サマルカンド・サマルカンドは、雄弁で、オリエンタルな色彩に満ちた、闇の核心に迫る旅行・冒険小説である」。
手本とする作家として、特に、ローレンス・スターン、ディドロ、ゴットフリート・ベン およびウラジーミル・ナボコフ、また最近ではアーネスト・ヘミングウェイも挙げている。ポリティキには多くの詩作もあり、舞台でもたびたび朗読している。1996年1997年にはロベルト・ゲルンハルドと共に、「Wein, Weib und Gesang 」（ワインと女と歌）、2004年と2005年には、ヘルムート・オピッツおよびシュテファン・ヤコブスと共に「Frauen. Naja. Schwierig.」（女性。まあ。難しいね。）を披露した。ポリティキは、繰り返し同時代の人々との美的・詩論的ディスカッションを試みているが、2000年から2005年までエルマウ城で、「無題」という作家・原稿審査者・批評家の大会を開催した。2011年にはミュンヘン文学祭のキュレーターを務めた。
2014年秋、大阪・ハンブルク友好都市提携25周年記念に、両市の招きでライター・イン・レジデンスとして大阪市に滞在した。2015年秋にハンブルク市代表として、ドイツ文化センターの招きで再び大阪を訪れている。

## 受賞
マティアス・ポリティキは、処女作「Aus Fälle / Zerlegung des Regenbogens. Ein Entwickelungsroman」（欠落/虹の解体　発展小説）で、 1987年にチヴィタス文学賞、1988年にバイエルン州文学奨励賞を受賞。デンマーク、オーストリア、米国他、国内外で多くの助成金を得た。2006年には海運会社ハパックロイドが同社豪華客船ヨーロッパ号にマティアス・ポリティキを初の乗船作家とし、ライター・イン・ノン・レジデンスとして半年間世界旅行をする機会を得た。2009には、エルンスト・ホフェリヒター賞を受賞し、ライター・イン・レジデンスとして クイーン・メアリー(ロンドン大学)に滞在した。2010には、リテラ・ツール・ノルド賞を受賞。 2004年に「Herr der Hörner」（角の主）で、2012年/2013年に「Samarkand Samarkand」（サマルカンド・サマルカンド）で、ドイツ文学基金の助成金を得ている。 

## 作品
マティアス・ポリティキの作品は、英語、フランス語、イタリア語、日本語に翻訳されている。散文・詩・エッセイを含む日本語に翻訳された著書は「アサヒ・ブルース」松本工房

### 小説
- Samarkand Samarkand, Hoffmann und Campe, Hamburg 2013, ISBN 978-3-455-40443-2.
- Freischwimmer. Drei Erzählungen, Svato Verlag, Hamburg 2011. Mit 11 farbigen Linolschnitten von Svato Zapletal.
- Jenseitsnovelle, Hoffmann und Campe, Hamburg 2009, ISBN 978-3-455-40194-3.
- In 180 Tagen um die Welt. Das Logbuch des Herrn Johann Gottlieb Fichtl, marebuchverlag, Hamburg 2008
- Herr der Hörner. Roman, Hoffmann und Campe, Hamburg 2005
- Das Schweigen am andern Ende des Rüssels, Hoffmann und Campe, Hamburg 2001
- Ein Mann von vierzig Jahren, Luchterhand Literaturverlag, München 2000
- Weiberroman, Luchterhand Literaturverlag, München 1997
- Der böse Einfluß der Bifi-Wurst. Ein End- und ein Nachspiel, Verlag Ulrich Keicher (= Roter Faden 44), Warmbronn 1996
- Taifun über Kyoto, Luchterhand Literaturverlag, Hamburg 1993
- Sonnenbaden in Sibirien. Dreiseitige Geschichten, Verlag Ulrich Keicher (= Roter Faden 30), Warmbronn 1991
- Aus Fälle / Zerlegung des Regenbogens. Ein Entwickelungsroman, Weismann Verlag, München 1987

### 詩
- Dieser schwüle Nachmittag damals. Vier Sorten Schmerz. Dreizehn Gedichte mit dreizehn Knipsels ("Schokoküsse") von Felix Droese, limitierter Privatdruck Carl-Walter Kottnik, Hamburg 2015
- London für Helden. The Ale Trail - Expedition ins Bierreich, Hoffmann und Campe, Hamburg 2011, ISBN 978-3-455-40323-7
- Die Sekunden danach. 88 Gedichte, Hoffmann und Campe, Hamburg 2009, ISBN 978-3-455-40145-5
- Ratschlag zum Verzehr der Seidenraupe. 66 Gedichte, Hoffmann und Campe, Hamburg 2003
- Die zwei Arten, den Caipirinha zu bestellen. Ein Gedicht, Verlag Ulrich Keicher (limitierter Sonderdruck), Warmbronn 2000
- Jenseits von Wurst und Käse. 44 Gedichte, Luchterhand Literaturverlag, Hamburg 1995
- Die Wahrheit über Kaffeetrinker. Ein Gedicht, Verlag Ulrich Keicher (limitierter Sonderdruck), Warmbronn 1993
- Im Schatten der Schrift hier. 22 Gedichte, Weismann Verlag, München 1988

### エッセイ
- 42,195. Warum wir Marathon laufen und was wir dabei denken, Hoffmann und Campe, Hamburg 2015
- Vom Verschwinden der Dinge in der Zukunft. Bestimmte Artikel 2006-1998. Essays, Hoffmann und Campe, Hamburg 2007
- Marietta - die Idee, der Datensatz und der Strohhut. Schreiben und Schreiben-Lassen im Internet, Franz Steiner Verlag (= Akademie der Wissenschaften und der Literatur Mainz, Abhandlung Nr.1/2000 der Klasse der Literatur), Stuttgart 2000
- Die Farbe der Vokale. Von der Literatur, den 78ern und dem Gequake satter Frösche, Luchterhand Literaturverlag, München 1998

### 編集・その他
- DAS GEDICHT No 20. Das Beste aus 20 Jahren – und für die nächsten 20 Jahre, Jubiläumsausgabe, mit A. Leitner, Weßling 2012, ISBN 978-3-92943-372-2
- London, Signale aus der Weltmaschine, Gastgeber: Matthias Politycki, Corso Verlag, Hamburg 2011, ISBN 978-3-86260-015-1
- Marietta / Ein Mann von vierzig Jahren, Dokumentation des ZDF-Projekts „Novel in Progress“ auf der Homepage von Aspekte; ZDF.Online / Luchterhand Literaturverlag (CD-ROM), München [u.a.] 1999
- Hundert notwendige Gedichte. Und ein überflüssiges, Luchterhand Literaturverlag, Hamburg-Zürich [u.a.] 1992

### 専門書
- Umwertung aller Werte? Deutsche Literatur im Urteil Nietzsches, De Gruyter, Berlin [u.a.] 1989
- Der frühe Nietzsche und die deutsche Klassik. Studien zu Problemen literarischer Wertung, Münchner Hochschulschriften, Straubing [u.a.] 1981

### オーディオブック
- London Für Helden. The Ale Trail (mit Peter Lohmeyer und Colin Soleman), Verlag Antje Kunstmann, München 2011
- Jenseitsnovelle, (mit Nina Petri), Radioropa/Technisat, Daun 2009
- Das Schiff. Erlebnisse einer Weltreise mit Matthias Politycki, Hörbuch von Wolfgang Stockmann, Logbuchtexte und Erzähler: Matthias Politycki, Verlag Antje Kunstmann, München 2008
- Des Teufels Amulett, MünchnerFrühlingVerlag (in der Reihe "einmaleingedicht"), München 2007
- Frauen. Naja. Schwierig, (mit Hellmuth Opitz und Steffen Jacobs), Hoffmann und Campe, Hamburg 2005
- Das Schweigen am andern Ende des Rüssels, Hoffmann und Campe, Hamburg 2001
- Ein Mann von vierzig Jahren, Hörbuch Hamburg/Deutschlandradio, Hamburg 2000